# Hadsund Syd
Hadsund Syd is een buitenwijk van Hadsund in de gemeente Mariagerfjord. Het dorp ligt aan de zuidzijde van het fjord. Tot 1904 was er een veerverbinding naar de overkant, sindsdien ligt er een brug. Het station was tot de opening van de brug eindpunt van de spoorlijn Randers - Hadsund.

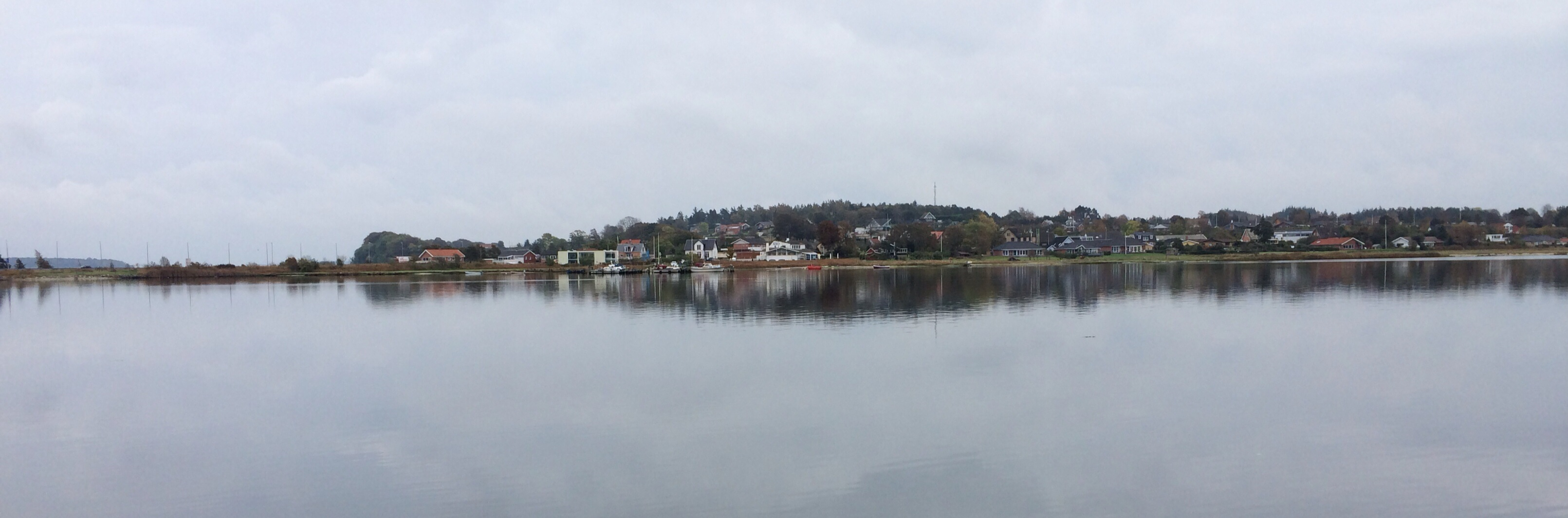
Landschap
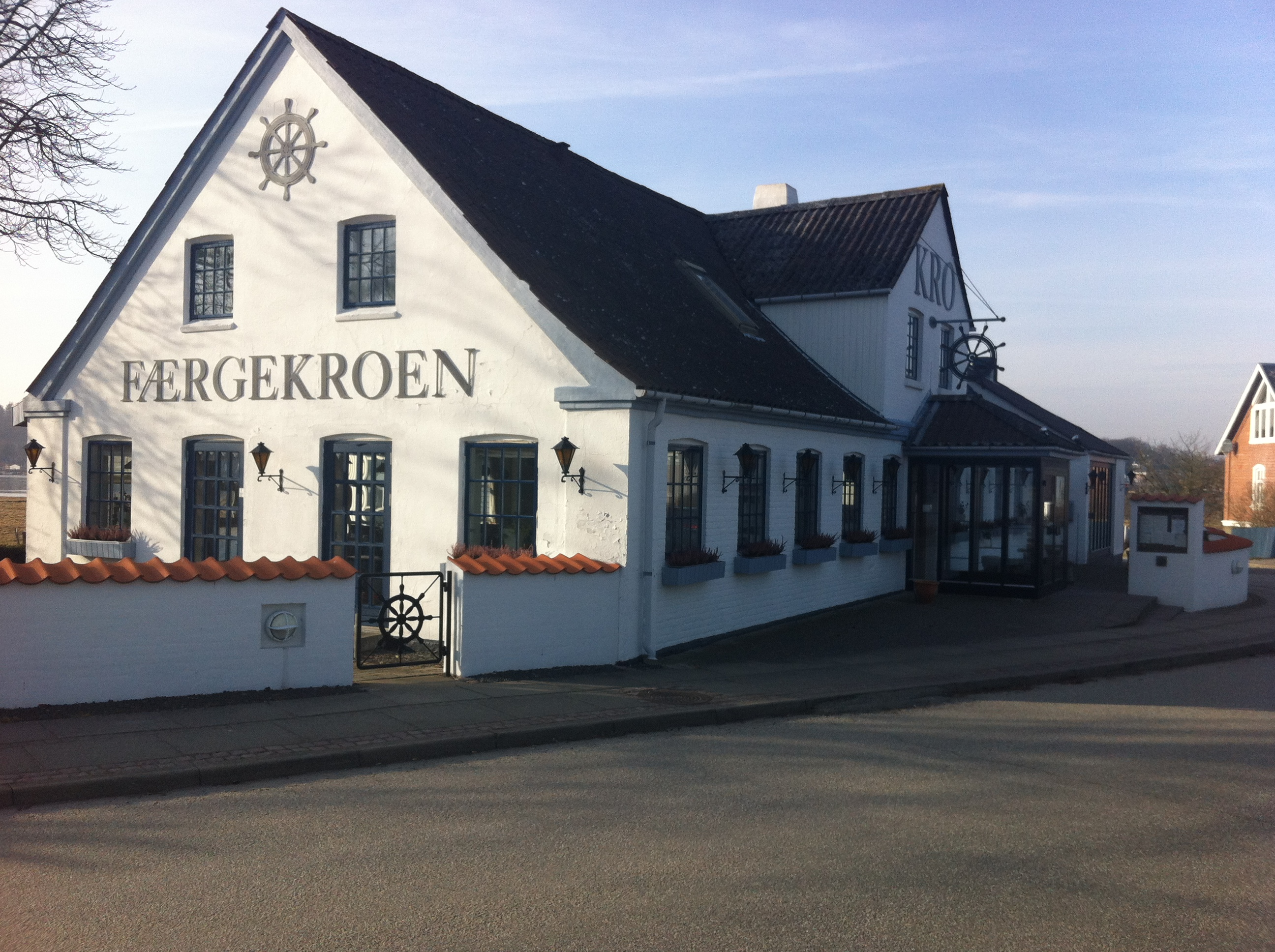
Færgekroen